# عصمت بيك
عصمت بيك هو عالم رياضيات وأكاديمي باكستاني من مواليد يناير (كانون الثاني) 1951، وحاصل على لقب أستاذ وطني متميز من هيئة التعليم العالي الباكستانية، ويعمل أستاذًا بكلية لاهور للاقتصاد، كما شغل أيضًا عدة مناصب أكاديمية في عدد من الجامعات داخل باكستان وخارجها، وكلانت له العديد من المساهمات البحثية البارزة مثل نظرية النقطة الثابتة، والمجموعات الضبابية، وهياكل الترتيب، والذكاء الاصطناعي، واتخاذ القرارات متعددة المعايير.

## حياته
وُلد عصمت بيك في يناير (كانون الثاني) 1951 في قرية مهري شريف القريبة من كاريان في منطقة غوجارات بباكستان لعائلة كشميرية مهاجرة. التحق عصمت بيك بمدرسة سابر الثانوية للبنين في ريسالبور، ثم درس في كلية زاميندار في منطقة غوجرات، ثُم حصل على درجة الماجستير في الرياضيات من جامعة الكلية الحكومية في لاهور. وفي عام 1977، سافر عصمت بيك إلى رومانيا، حيث أكمل دراسات ما قبل الدكتوراه في جامعة غرب تيميشوارا، ثُم حصل على درجة الدكتوراه في الرياضيات من جامعة بوخارست عام 1982 تحت إشراف رومولوس كريستيسكو، وقد ركز بحثه الذي نال عنه درجة الدكتوراه على فضاءات المتجهات المرتبة والتمثيل التكاملي للمشغلات الخطية.

## مسيرته المهنية
التحق عصمت بيك بعد حصوله على درجة الدكتوراه عام 1982 بالعمل في السلك الأكاديمي، وقام بالتدريس في العديد من المؤسسات التعليمية، مثل كلية لاهور للاقتصاد، وجامعة لاهور للعلوم الإدارية، وجامعة القائد الأعظم، وجامعة وسط البنجاب، وجامعة الكويت. كما ارتبط اسمه بمؤسسات دولية عديدة مثل المركز الدولي للفيزياء النظرية في تريستي بإيطاليا، وجامعة نانكاي في الصين. قدم عصمت بيك الكثير من الأبحاث والدراسات الأكاديمية في تخصصات عديدة من بينها الرياضيات، وعلوم الحاسوب، والاقتصاد، ونظرية القرار، وقد نُشرت له 270 ورقة بحثية في مجلاتٍ علمية ودوريات محكمة، وتم الاستشهاد بها على نطاقٍ واسع في الأدبيات الأكاديمية. شغل عصمت بيك مناصب بحثيةً مختلفةً في مركز عبد السلام الدولي للفيزياء النظرية خلال الفترة ما بين عامي 1990-2010، كما أشرف على العديد من أبحاث الدكتوراه وما بعد الدكتوراه، وهو عضوٌ في هيئات تحرير العديد من المجلات الأكاديمية، مثل مجلة وقائع الأكاديمية الباكستانية للعلوم ومجلة فضاءات الوظائف، كما أنه زميل في الأكاديمية الباكستانية للعلوم ومعهد الرياضيات وتطبيقاتها، وعضو في جمعية لندن للرياضيات بالمملكة المتحدة، والجمعية الأمريكية للرياضيات، والجمعية الأوروبية للرياضيات، والجمعية الأوروبية للمنطق الضبابي والتقنية.

## التكريمات والجوائز
حصل عصمت بيك لقب أستاذٍ وطنيٍّ متميز من هيئة التعليم العالي في باكستان، كما نال جائزة المجلس الوطني للكتاب الباكستاني عام 1986، ثُمّ مُنح الميدالية الذهبية من الأكاديمية الباكستانية للعلوم عام 2008.

## الأبحاث والدراسات المنشورة
نُشرت لعصمت حتى الآن 270 ورقة بحثية بالإضافة إلى ثلاثة كُتب، ويوضح الجدول التالي أهم الأبحاث والدراسات العلمية المنشورة له:
| تاريخ النشر | عنوان البحث/الدراسة                                               | مكان النشر                                                                |
| ----------- | ----------------------------------------------------------------- | ------------------------------------------------------------------------- |
| 1992        | النقاط الثابتة للتعيينات متعددة القيم المنتظمة التقاربية          | مجلة أوسترال للرياضيات، العدد 53 - المجلد 3 - الصفحات (313-326)           |
| 2000        | الدوال الضبابية متعددة الدوال الضبابية ذات الرسم البياني المغلق   | المجموعات والأنظمة الضبابية، العدد 115 - المجلد 3 - الصفحات (451-454)     |
| 2006        | الإجراءات التكرارية لحل معادلات العوامل العشوائية في فضاءات باناخ | مجلة الرياضيات. التحليل التطبيقي العدد 315 - المجلد 1 - الصفحات (181-201) |
| 2013        | TOPSIS لمجموعات المصطلحات اللغوية الضبابية المترددة               | المجلة الدولية للأنظمة الذكية، العدد 28 - الصفحات (1162-1171)             |
| 2023        | لتأثيرات الشخصية المتباينة في تحليل الشبكات الاجتماعية            | المجموعات والأنظمة الضبابية، العدد 46 - المجلد 7 - الصفحات (108-499)      |